# Togüí
Togüí – miasto w Kolumbii, w departamencie Boyacá.